# Elina Wiktorowna Nepli
Elina Wiktorowna Nepli (russisch Элина Викторовна Неплий; englische Schreibweise Elina Nepliy; * 23. Oktober 1997) ist eine russische Tennisspielerin.

## Karriere
Nepli begann mit sieben Jahren das Tennisspielen und spielt vor allem bei Turnieren der ITF Women’s World Tennis Tour, wo sie bislang einen Einzeltitel und fünf Titel im Doppel gewinnen konnte.

## Turniersiege

### Einzel
| Nr. | Datum              | Turnier  | Kategorie | Belag     | Finalgegnerin | Ergebnis      |
| --- | ------------------ | -------- | --------- | --------- | ------------- | ------------- |
| 1.  | 15. September 2024 | Singapur | ITF W15   | Hartplatz | Zhang Ying    | 2:6, 7:5, 6:3 |

### Doppel
| Nr. | Datum              | Turnier             | Kategorie   | Belag     | Partnerin             | Finalgegnerinnen                          | Ergebnis          |
| --- | ------------------ | ------------------- | ----------- | --------- | --------------------- | ----------------------------------------- | ----------------- |
| 1.  | 8. August 2015     | Scharm asch-Schaich | ITF $10.000 | Hartplatz | Kseniia Becker        | Anette Munozova Victoria Muntean          | 6:3, 7:5          |
| 2.  | 15. September 2018 | Kairo               | ITF $10.000 | Sand      | Anna Morgina          | Gabriela Nicole Tătăruș Chelsea Vanhoutte | 7:5, 6:1          |
| 3.  | 10. November 2018  | Iraklio             | ITF $15.000 | Sand      | Anna Arkadianou       | Mira Antonitsch Sarah Nikocevic           | 6:3, 7:63         |
| 4.  | 18. Mai 2019       | Iraklio             | ITF W15     | Sand      | Anna Arkadianou       | Darja Astachowa Oleksandra Oliynykova     | 6:2, 6:4          |
| 5.  | 3. Mai 2025        | Schymkent           | ITF W15     | Sand      | Aruschan Saghandyqowa | Jekaterina Maklakowa Anna Ureke           | 6:74, 6:2, [10:8] |